# Енкур (Вогези)
Енкур (фр. Hennecourt) насеље је и општина у североисточној Француској у региону Лорена, у департману Вогези која припада префектури Епинал.
По подацима из 2011. године у општини је живело 349 становника, а густина насељености је износила 48,68 становника/km². Општина се простире на површини од 7,17 km². Налази се на средњој надморској висини од 325 метара (максималној 419 m, а минималној 304 m).

## Демографија
| 1962. | 1968. | 1975. | 1982. | 1990. | 2011. |
| ----- | ----- | ----- | ----- | ----- | ----- |
| 172   | 178   | 186   | 240   | 286   | 349   |

График промене броја становника у току последњих година